# Lignes majeures du réseau de bus TCL
Les lignes majeures du réseau de bus TCL constituent une série de lignes que les Transports en commun lyonnais exploitent dans l'agglomération lyonnaise.

## Présentation
Ces lignes proposent un service de haut niveau et circulent 7 jours sur 7 de 5 h à minuit offrant des fréquences de passage soutenues en semaine de 7 h à 20 h (le plus souvent toutes les 8 à 10 minutes, au plus toutes les 12 minutes) et proposent un service attractif et permanent tout au long de l’année, y compris durant les périodes de vacances scolaires.
Depuis le mois d'octobre 2011, les lignes C4 à C26 proposent dorénavant des horaires vacances scolaires. Les passages en heures de pointe sont de 10 minutes (soit de 07 h à 20 h). Les horaires du samedi et dimanche sont inchangés.
Les lignes  ,  ,  ,  ,  ,   et   sont exploitées en trolleybus.
Les lignes   ,  ,  ,   et   sont exploitées en libre accès par les 4 portes.
Les lignes C1 et C2 sont équipées de système de priorité aux feux, de voies réservées sur la quasi-totalité de leur parcours et d'abribus de grande capacité et équipés de distributeurs de titres de transports. La ligne C3 a fait l'objet d'une mise à niveau similaire avec itinéraire en double site propre au Nord du cours Lafayette et des rues Tolstoï et Léon Blum depuis 2019.
Le principe de ces lignes remonte à 2006 et à la création des « lignes fortes Cristalis », désignées par la lettre C. Ce principe a été étendu le 29 août 2011 à 23 autres lignes, de trolleybus et de bus classiques, la lettre « C » a été conservée mais n'a plus cette signification. Le 29 août 2016, la ligne C23 est supprimée car fusionnée avec la ligne C25. Le 23 novembre 2019, en raison de l'arrivée de la ligne de tramway T6, la ligne C22 devient la ligne 34. Le 6 janvier 2025, la ligne C24E est supprimée tandis que les lignes 73 et 73E deviennent les lignes C22 et C22E.
Depuis fin 2019, les lignes majeures sont représentées en gris sur les plans du réseau (brun pour les Express).
Le 23 juin 2025, plusieurs changements sont opérés sur les lignes majeures, dans le cadre du projet Presqu'île à vivre,:
- La ligne   circule désormais par la rue Grenette et les quais de Saône, et dessert les arrêts Terrasses Presqu'île et La Feuillée, tandis que les arrêts Hôtel de Ville Louis Pradel et Terreaux La Feuillée sont supprimés ;
- Les lignes C4 et C5 fusionnent en une seule ligne  , qui relie désormais la Jean Macé à Rillieux Semailles, en desservant la Cité Internationale et les arrêts entre Jean Macé et Barrême, desservis jusque-là par l'ancienne ligne C4. Les arrêts Cordeliers, Hôtel de Ville Louis Pradel, Pont de Lattre RD et Pont Churchill RD ne sont plus desservis par la C5 à cette date. La ligne fonctionne de 5h00 à 0h20, avec un passage toutes les 10 minutes en heure de pointe et toutes les 12 minutes en heure creuse. Il est prévu que la ligne soit prolongée en 2026 jusqu'à Rillieux Ostérode.
- Les arrêts Bellecour Le Viste et Bellecour Charité, respectivement terminus des lignes  ,  , et  , sont renommés Bellecour A. Poncet.
- La ligne   circule désormais par la rue Grenette et les quais de Saône, et dessert les arrêts Terrasses Presqu'île, La Feuillée et Terreaux La Feuillée, tandis que l'arrêt Hôtel de Ville Louis Pradel n'est plus desservi.
- La ligne   circule désormais par la rue Grenette et les quais de Saône, et dessert les arrêts Terrasses Presqu'île et La Feuillée, tandis que les arrêts Hôtel de Ville Louis Pradel et Terreaux La Feuillée ne sont plus desservis.
- La ligne   circule désormais par la rue Grenette et les quais de Saône, et dessert l'arrêt Terreaux La Feuillée, tandis que les arrêts Hôtel de Ville Louis Pradel et Musée des Beaux-Arts ne sont plus desservis. Il est prévu que la ligne soit prolongée en 2026 jusqu'à Préfecture - Liberté, en correspondance avec la ligne B et le T1.
- L'arrêt Bellecour St-Exupéry devient le terminus des lignes   et  , tandis que les arrêts Bellecour Le Viste et Bellecour Chambonnet sont supprimés.
- La ligne   est créée à cette date, reliant la Cité internationale à Flachet - Alain Gilles, en desservant le secteur de La Part-Dieu. La ligne circule de 5h05 à 0h05, avec un passage toutes les 10 minutes en heure de pointe, et un passage toutes les 12 minutes en heure creuse. Elle permet d'assurer des correspondances avec les lignes A, B et C, ainsi que les lignes T1, T4 et T6. Elle a également pour objectif de désaturer la ligne C3.

À partir du 1er septembre 2025, la section entre Gare Saint-Paul et Laurent Bonnevay de la ligne   sera reprise par la ligne TB11.
À cette même date, les lignes issues des réseaux Les Cars du Rhône et Libellule intègrent le réseau TCL, et seront renumérotées pour mieux les intégrer au nouveau réseau unifié, recouvrant l'ensemble du département du Rhône. De ce fait, une réorganisation des lignes entrera en vigueur, les lignes majeures seront renommées Lignes Chronos, catégorisées de la manière suivante,,:
- Les lignes de bus à haut niveau de service (BHNS), catégorisées TramBus, seront numérotées TB11 et TB12 ;
- Les lignes urbaines majeures (issues de l'ancien réseau TCL) seront numérotées de C1 à C30 ;
- Les lignes interurbaines majeures (issues de l'ancien réseau Les Cars du Rhône) seront numérotées de C200 à C210.

Enfin, une nouvelle Ligne Chrono interurbaine voit le jour à cette date : la ligne C200. Cette nouvelle ligne reliera Vaulx-en-Velin La Soie à l'Aéroport de Lyon-Saint-Exupéry.

## Lignes C1 à C26

### Lignes C1 à C9
| Ligne | Caractéristiques | Caractéristiques                      | Caractéristiques                      | Caractéristiques                      | Caractéristiques                                                                                | Caractéristiques                              | Caractéristiques                         | Caractéristiques                      | Caractéristiques                      |
| C1    | Ligne oui · Ligne C1 | Ligne oui · Ligne C1                  | Ligne oui · Ligne C1                  | Ligne oui · Ligne C1                  | Ligne oui · Ligne C1                                                                            | Ligne oui · Ligne C1                          | Ligne oui · Ligne C1                     | Ligne oui · Ligne C1                  | Ligne oui · Ligne C1                  |
| C1    | Gare Part-Dieu - Vivier Merle ⥋ Cuire | Gare Part-Dieu - Vivier Merle ⥋ Cuire | Gare Part-Dieu - Vivier Merle ⥋ Cuire | Gare Part-Dieu - Vivier Merle ⥋ Cuire | Gare Part-Dieu - Vivier Merle ⥋ Cuire                                                           | Gare Part-Dieu - Vivier Merle ⥋ Cuire         | Gare Part-Dieu - Vivier Merle ⥋ Cuire    | Gare Part-Dieu - Vivier Merle ⥋ Cuire | Gare Part-Dieu - Vivier Merle ⥋ Cuire |
| ----- | --- | ------------------------------------- | ------------------------------------- | ------------------------------------- | ----------------------------------------------------------------------------------------------- | --------------------------------------------- | ---------------------------------------- | ------------------------------------- | ------------------------------------- |
| C1    | Ouverture / Fermeture 12 octobre 2006 / — | Longueur 8,4 km                       | Durée 27 min                          | Nb. d’arrêts 18                       | Matériel Cristalis ETB18 Citelis 18 Urbanway 18 (vacances scolaires et estivales)               | Jours de fonctionnement L, Ma, Me, J, V, S, D | Jour / Soir / Nuit / Fêtes O / O / N / O | Voy. / an 3 988 263                   | Unité de transport Nord               |
| C1    | Desserte : - Villes et lieux desservis : Lyon 3e (Centre commercial régional de La Part-Dieu), Lyon 6e (Parc de la Tête d'Or, Lycée du Parc, Musée d'histoire naturelle - Guimet, Consulat d'Allemagne, Interpol, Musée d'art contemporain, Cité internationale, UGC Ciné Cité internationale, Casino, Cité des congrès) et Caluire-et-Cuire (Collège Charles Sénard, Collège-lycée Élie Vignal, Infirmerie protestante) - Stations et gares desservies : Gare Part-Dieu - Vivier Merle, Brotteaux et Cuire. |                                       |                                       |                                       |                                                                                                 |                                               |                                          |                                       |                                       |
| C1    | Autre : - Arrêts non accessibles aux UFR : Aucun. - Particularités : La ligne fonctionne du lundi au samedi de 4 h 50 à 0 h 40 et les dimanches et fêtes à partir de 6 h. Pour des informations détaillées, voir l'article : Ligne C1 de trolleybus de Lyon. - Date de dernière mise à jour : 30 août 2014. |                                       |                                       |                                       |                                                                                                 |                                               |                                          |                                       |                                       |
| C1    | Dernière actualisation : — |                                       |                                       |                                       |                                                                                                 |                                               |                                          |                                       |                                       |
| C2    | Ligne oui · Ligne C2 | Ligne oui · Ligne C2                  | Ligne oui · Ligne C2                  | Ligne oui · Ligne C2                  | Ligne oui · Ligne C2                                                                            | Ligne oui · Ligne C2                          | Ligne oui · Ligne C2                     | Ligne oui · Ligne C2                  | Ligne oui · Ligne C2                  |
| C2    | Gare Part-Dieu - Vivier Merle ⥋ Rillieux — Semailles |                                       |                                       |                                       |                                                                                                 |                                               |                                          |                                       |                                       |
| C2    | Ouverture / Fermeture 29 août 2011 / — | Longueur 12,1 km                      | Durée 32 min                          | Nb. d’arrêts 23                       | Matériel Cristalis ETB18 Citelis 18 Lightram 19DC Urbanway 18 (vacances scolaires et estivales) | Jours de fonctionnement L, Ma, Me, J, V, S, D | Jour / Soir / Nuit / Fêtes O / O / N / O | Voy. / an 5 615 649 (2 023)           | Unité de transport Nord               |
| C2    | Desserte : - Villes et lieux desservis : Lyon 3e (Centre commercial régional de La Part-Dieu), Lyon 6e (Parc de la Tête d'Or, Cité des congrès de Lyon), Villeurbanne (Hôpital des Charpennes, Espace Tonkin, Médiathèque, Parc de la Tête d'Or, Espace Tête d'Or, ENSSIB), Caluire-et-Cuire (Centre commercial Caluire 2) et Rillieux-la-Pape (Église, Collège Maria-Casanès, Lycée Albert-Camus, Lycée Sermenaz) - Stations et gares desservies : Gare Part-Dieu - Vivier Merle, Brotteaux, Charpennes - Charles Hernu et Tonkin (T1 et T4). |                                       |                                       |                                       |                                                                                                 |                                               |                                          |                                       |                                       |
| C2    | Autre : - Arrêts non accessibles aux UFR : Aucun. - Particularités : La ligne fonctionne du lundi au samedi de 4 h 50 à 0 h 30 et les dimanches et fêtes à partir de 6 h. Pour des informations détaillées, voir l'article : Ligne C2 de trolleybus de Lyon. - Date de dernière mise à jour : 20 novembre 2014. |                                       |                                       |                                       |                                                                                                 |                                               |                                          |                                       |                                       |
| C2    | Dernière actualisation : — |                                       |                                       |                                       |                                                                                                 |                                               |                                          |                                       |                                       |
| C3    | Ligne oui · Ligne C3 | Ligne oui · Ligne C3                  | Ligne oui · Ligne C3                  | Ligne oui · Ligne C3                  | Ligne oui · Ligne C3                                                                            | Ligne oui · Ligne C3                          | Ligne oui · Ligne C3                     | Ligne oui · Ligne C3                  | Ligne oui · Ligne C3                  |
| C3    | Gare Saint-Paul ⥋ Vaulx-en-Velin — La Grappinière |                                       |                                       |                                       |                                                                                                 |                                               |                                          |                                       |                                       |
| C3    | Ouverture / Fermeture 30 octobre 2007 / — | Longueur 12 km                        | Durée 40 min                          | Nb. d’arrêts 26                       | Matériel Lion's City 18GNV Urbanway 18 GNV Lightram 19DC                                        | Jours de fonctionnement L, Ma, Me, J, V, S, D | Jour / Soir / Nuit / Fêtes O / O / N / O | Voy. / an 16 921 714 (2 023)          | Unité de transport La Soie (UTS)      |
| C3    | Desserte : - Villes et lieux desservis : Lyon 5e (Vieux Lyon, Externat Sainte-Marie, Musées Gadagne), Lyon 1er (Lycée La Martinière Diderot, Musée des beaux-arts, Opéra, Consulat de Belgique), Lyon 3e et 6e (Consulat d'Algérie, Théâtre Tête d'Or, Halles de Lyon-Paul Bocuse, Centre commercial régional de La Part-Dieu, Patinoire Baraban), Villeurbanne (École nationale de Musique, Institut d'art contemporain de Villeurbanne, Centre mémoire et sociétés, Lycée Immaculée-Conception, Lycée Marie Curie, Lycée Frédérique Faÿs, Piscine Étienne Gagnaire, Astroballe, Stade Georges-Lyvet) et Vaulx-en-Velin (Marché aux Puces, Lycée Robert Doisneau, ENTPE, Planétarium de Vaulx-en-Velin, Centre culturel communal Charlie-Chaplin) - Stations et gares desservies : Gare Saint-Paul, Cordeliers, Gare Part-Dieu - Vivier Merle à l'arrêt Part-Dieu - Jules Favre et Laurent Bonnevay - Astroballe.                                                  |                                       |                                       |                                       |                                                                                                 |                                               |                                          |                                       |                                       |
| C3    | Autre : - Arrêts non accessibles aux UFR : Aucun. - Particularités : La ligne fonctionne du lundi au samedi de 4 h 50 à 0 h 30 et les dimanches et fêtes à partir de 5 h 55. Pour des informations détaillées, voir l'article : Ligne C3 de trolleybus de Lyon. - Modifications du 23 Juin 2025 : Dans le cadre du projet "Presqu'île à vivre", la ligne dessert désormais les arrêts Terrasses Presqu'île et La Feuillée, tandis que les arrêts Hôtel de Ville Louis Pradel et Terreaux La Feuillée sont supprimés. - A partir du 1er Septembre 2025 : La section entre Gare Saint-Paul et Laurent Bonnevay sera reprise par la ligne |                                       |                                       |                                       |                                                                                                 |                                               |                                          |                                       |                                       |
| C3    | Dernière actualisation : 25 juin 2025 |                                       |                                       |                                       |                                                                                                 |                                               |                                          |                                       |                                       |
| C5    | Ligne oui · Ligne C5 | Ligne oui · Ligne C5                  | Ligne oui · Ligne C5                  | Ligne oui · Ligne C5                  | Ligne oui · Ligne C5                                                                            | Ligne oui · Ligne C5                          | Ligne oui · Ligne C5                     | Ligne oui · Ligne C5                  | Ligne oui · Ligne C5                  |
| C5    | Jean Macé ⥋ Rillieux — Semailles |                                       |                                       |                                       |                                                                                                 |                                               |                                          |                                       |                                       |
| C5    | Ouverture / Fermeture 1er janvier 1974 / — | Longueur —                            | Durée 45 min                          | Nb. d’arrêts 31                       | Matériel Citelis 18 Urbanway 18 (vacances scolaires et estivales)                               | Jours de fonctionnement L, Ma, Me, J, V, S, D | Jour / Soir / Nuit / Fêtes O / O / N / O | Voy. / an —                           | Unité de transport Alsace (UTN)       |
| C5    | Desserte : - Villes et lieux desservis : Lyon 3e et Lyon 7e (Commissariat du 7e, La Poste, Lycée Ampère-Saxe, Consulat de Malaisie, Bourse du Travail, Consulat de Roumanie, Clinique de la Part-Dieu, Cité judiciaire, Église Immaculée-conception, Hôtel du département, Théâtre Tête d'Or, Hôtel de préfecture du Rhône), Lyon 6e ((Consulat de Suède, Lycée Édouard Herriot, Externat La Trinité, Collège Vendôme, Consulat de Tunisie, Consulat du Nicaragua, Parc de la Tête d'Or, Consulat d'Italie, Consulat de Grèce, Interpol, Musée d'art contemporain, Cité internationale, UGC Ciné Cité internationale, Casino, Cité des congrès), Caluire-et-Cuire et Rillieux-la-Pape, (AFPA, Cimetière, Lycée Georges Lamarque, Église, Stade Velette, Groupe scolaire La Velette, Lycée Albert Camus, Lycée Sermenaz, Centre commercial, Collège Maria Casarès) - Stations et gares desservies : Jean Macé, Saxe - Gambetta, Saxe-Préfecture et Foch - Roosevelt. |                                       |                                       |                                       |                                                                                                 |                                               |                                          |                                       |                                       |
| C5    | Autre : - Arrêts non accessibles aux UFR : Aucun - Particularités : La ligne fonctionne du lundi au samedi de 5 h à 0 h 20 et les dimanches et fêtes à partir de 6 h 25. - Modifications du 23 Juin 2025 : Les lignes C4 et C5 fusionnent pour devenir une nouvelle ligne C5, reliant Jean Macé à Rillieux Semailles. Un prolongement vers Rillieux Ostérode est prévu pour 2026. La branche vers Vancia Château Bérard est reprise par la ligne 59. |                                       |                                       |                                       |                                                                                                 |                                               |                                          |                                       |                                       |
| C5    | Dernière actualisation : 25 juin 2025 |                                       |                                       |                                       |                                                                                                 |                                               |                                          |                                       |                                       |
| C6    | Ligne oui · Ligne C6 | Ligne oui · Ligne C6                  | Ligne oui · Ligne C6                  | Ligne oui · Ligne C6                  | Ligne oui · Ligne C6                                                                            | Ligne oui · Ligne C6                          | Ligne oui · Ligne C6                     | Ligne oui · Ligne C6                  | Ligne oui · Ligne C6                  |
| C6    | Gare Part-Dieu - Vivier Merle ⥋ Campus Lyon Ouest |                                       |                                       |                                       |                                                                                                 |                                               |                                          |                                       |                                       |
| C6    | Ouverture / Fermeture 11 novembre 1953 / — | Longueur 11 km                        | Durée 38 min                          | Nb. d’arrêts 24                       | Matériel Urbanway 18                                                                            | Jours de fonctionnement L, Ma, Me, J, V, S, D | Jour / Soir / Nuit / Fêtes O / O / N / O | Voy. / an 6 634 495 (2 023)           | Unité de transport Vaise (UTV)        |
| C6    | Desserte : - Villes et lieux desservis : Lyon 3e (Centre commercial régional de La Part-Dieu), Lyon 6e (Parc de la Tête d'Or, Lycée du Parc), Lyon 1er (Tunnel de la Croix-Rousse), Lyon 4e (Tunnel de la Croix-Rousse, Lycée Saint-Charles), Lyon 9e (Mairie du 9e, Médiathèque, Théâtre Nouvelle Génération, Lycée La Martinière-Duchère) et Écully (Clinique de la Sauvegarde, Centre commercial Écully-Grand Ouest, EM Lyon Business School, Pôle d'enseignement et de recherche, Campus Lyon Ouest) - Stations et gares desservies : Gare Part-Dieu - Vivier Merle, Brotteaux, Valmy et Gare de Vaise. |                                       |                                       |                                       |                                                                                                 |                                               |                                          |                                       |                                       |
| C6    | Autre : - Arrêts non accessibles aux UFR : Serin-St-Charles vers Part-Dieu et Centre Commercial Ecully . - Particularités : La ligne fonctionne du lundi au samedi de 4 h 40 à 0 h 40 et les dimanches et fêtes à partir de 6 h 35. Emprunte le tunnel de la Croix-Rousse. - Date de dernière mise à jour : 13 mai 2016. |                                       |                                       |                                       |                                                                                                 |                                               |                                          |                                       |                                       |
| C6    | Dernière actualisation : — |                                       |                                       |                                       |                                                                                                 |                                               |                                          |                                       |                                       |
| C7    | Ligne oui · Ligne C7 | Ligne oui · Ligne C7                  | Ligne oui · Ligne C7                  | Ligne oui · Ligne C7                  | Ligne oui · Ligne C7                                                                            | Ligne oui · Ligne C7                          | Ligne oui · Ligne C7                     | Ligne oui · Ligne C7                  | Ligne oui · Ligne C7                  |
| C7    | Gare Part-Dieu - Vivier Merle ⥋ Saint-Genis-Laval Hôpital Lyon Sud |                                       |                                       |                                       |                                                                                                 |                                               |                                          |                                       |                                       |
| C7    | Ouverture / Fermeture 2 janvier 1968 / — | Longueur 13 km                        | Durée 57 min                          | Nb. d’arrêts 40                       | Matériel Urbanway 12                                                                            | Jours de fonctionnement L, Ma, Me, J, V, S, D | Jour / Soir / Nuit / Fêtes O / O / N / O | Voy. / an —                           | Unité de transport Audibert           |
| C7    | Desserte : - Villes et lieux desservis : Lyon 3e (Centre commercial régional de La Part-Dieu), Lyon 8e (APEC, Université Lyon III Jean Moulin), Lyon 7e (CROUS, Lycée St-Joseph, Mairie du 7e, Lycée L. Labbé, Quartier Général-Frère, Foyer APF, Halle Tony Garnier), Lyon 2e (Musée des Confluences), La Mulatière (Aquarium de Lyon), Oullins (Lycée des Chassagnes, Cité Scolaire Parc Chabrières, Lycée Edmond Labbé, Piscine, Mairie) et Pierre-Bénite (Cimetière, Mairie, Église, Collège Marcel Pagnol, Centre hospitalier Lyon Sud) - Stations et gares desservies : Gare Part-Dieu - Vivier Merle, Manufacture - Montluc (T4), Garibaldi à l'arrêt Garibaldi - Gambetta, Jean Macé, Place Jean Jaurès, Musée des Confluences (T1), Gare d'Oullins à l'arrêt Orsel et Saint-Genis-Laval Hôpital Lyon Sud. |                                       |                                       |                                       |                                                                                                 |                                               |                                          |                                       |                                       |
| C7    | Autre : - Arrêts non accessibles aux UFR : La Buire vers Part-Dieu, Manufacture Montluc, Garibaldi - Gambetta vers Part-Dieu, Pont de la Mulatière, Bas des Chassagnes et Pont d'Oullins vers Part-Dieu, Pierre Bénite Centre direction Hôpital Lyon Sud, Diderot, Charton vers Part-Dieu, Cimetière d'Oullins, Cité Ampère, Garanjou et Petit Perron. - Particularités : La ligne fonctionne du lundi au samedi de 5 h 10 à 22 h 35 et les dimanches et fêtes à partir de 6 h 45. - Date de dernière mise à jour : 28 décembre 2017. |                                       |                                       |                                       |                                                                                                 |                                               |                                          |                                       |                                       |
| C7    | Dernière actualisation : — |                                       |                                       |                                       |                                                                                                 |                                               |                                          |                                       |                                       |
| C8    | Ligne oui · Ligne C8 | Ligne oui · Ligne C8                  | Ligne oui · Ligne C8                  | Ligne oui · Ligne C8                  | Ligne oui · Ligne C8                                                                            | Ligne oui · Ligne C8                          | Ligne oui · Ligne C8                     | Ligne oui · Ligne C8                  | Ligne oui · Ligne C8                  |
| C8    | Grange Blanche ⥋ Vaulx-en-Velin — Résistance |                                       |                                       |                                       |                                                                                                 |                                               |                                          |                                       |                                       |
| C8    | Ouverture / Fermeture 15 avril 1948 / — | Longueur 12,5 km                      | Durée 49 min                          | Nb. d’arrêts 39                       | Matériel Citelis 18                                                                             | Jours de fonctionnement L, Ma, Me, J, V, S, D | Jour / Soir / Nuit / Fêtes O / O / N / O | Voy. / an 4 537 496 (2 023)           | Unité de transport Les Pins           |
| C8    | Desserte : - Villes et lieux desservis : Lyon 3e (Hôpital Édouard-Herriot, Faculté de Médecine, École Rockefeller, Centre Léon-Bérard, Clinique Natécia, École d'Infirmières, Institut Formation HCL, Clinique Trarieux), Bron (Hôpital Desgenettes-Vinatier, Centre de Dialyse, Parc Chambovet, Hôpital Neurologique, Hôpital Femme-Mère-Enfant, Hôpital Cardiologique, INSERM, APF, Lycée de l'Automobile), Villeurbanne (Stade, Lycée Alfred de Musset, Ateliers Métro de la Poudrette, Centre commercial Carré de Soie, Astroballe) et Vaulx-en-Velin (Stade, Centre commercial, Hôtel de Ville, Lycée Robert Doisneau, ENTPE, Planétarium de Vaulx-en-Velin, Centre culturel communal Charlie-Chaplin, Collège Pierre Valdo, Église du Bourg) - Stations et gares desservies : Grange Blanche, Ambroise Paré (T2 et T5), Moulin à Vent (T6), Vaulx-en-Velin - La Soie et Laurent Bonnevay - Astroballe.                                                        |                                       |                                       |                                       |                                                                                                 |                                               |                                          |                                       |                                       |
| C8    | Autre : - Arrêts non accessibles aux UFR : Bron Genêts vers Vaulx-en-Velin, Paviot Genêts, Lycée Automobile, Séverine, Nicolas Garnier-Poudrette vers Grange Blanche, Carré de Soie, Aragon, Paul Marcellin et Vaulx - Place Boissier. - Particularités : La ligne fonctionne du lundi au samedi de 4 h 45 à 0 h 30 et les dimanches et fêtes à partir de 5 h 45. - Date de dernière mise à jour : 13 juillet 2016. |                                       |                                       |                                       |                                                                                                 |                                               |                                          |                                       |                                       |
| C8    | Dernière actualisation : — |                                       |                                       |                                       |                                                                                                 |                                               |                                          |                                       |                                       |
| C9    | Ligne oui · Ligne C9 | Ligne oui · Ligne C9                  | Ligne oui · Ligne C9                  | Ligne oui · Ligne C9                  | Ligne oui · Ligne C9                                                                            | Ligne oui · Ligne C9                          | Ligne oui · Ligne C9                     | Ligne oui · Ligne C9                  | Ligne oui · Ligne C9                  |
| C9    | Bellecour — Antonin Poncet ⥋ Hôpitaux Est |                                       |                                       |                                       |                                                                                                 |                                               |                                          |                                       |                                       |
| C9    | Ouverture / Fermeture 9 septembre 1991 / — | Longueur 7,5 (8) km                   | Durée 40 min                          | Nb. d’arrêts 27                       | Matériel Citelis 12 Urbanway 12                                                                 | Jours de fonctionnement L, Ma, Me, J, V, S, D | Jour / Soir / Nuit / Fêtes O / O / N / O | Voy. / an —                           | Unité de transport Les Pins           |
| C9    | Desserte : - Villes et lieux desservis : Lyon 2e (Hôtel des Postes, Place Bellecour), Lyon 3e (Hôtel de préfecture du Rhône, Palais de Justice, Mairie du 3e, Bourse du travail, Halles de Lyon-Paul Bocuse, Centre commercial régional de La Part-Dieu, Église, Collège Louis Jouvet, Lycée Lacassagne), Villeurbanne (Église, Maisons Neuves) et Bron (Hôpital Neurologique, Hôpital Femme-Mère-Enfant, Hôpital Cardiologique) - Stations et gares desservies : Bellecour, Guillotière - Gabriel Péri, Liberté (T1), Saxe - Préfecture (T1), Place Guichard - Bourse du Travail à l'arrêt Palais de Justice - Mairie du 3e (T1), Part-Dieu Servient (T1), Gare Part-Dieu - Vivier Merle, Reconnaissance-Balzac (T3) et Hôpitaux Est - Pinel à l'arrêt Hôpital Neurologique (T6). |                                       |                                       |                                       |                                                                                                 |                                               |                                          |                                       |                                       |
| C9    | Autre : - Arrêts non accessibles aux UFR : Aucun. - Particularités : La ligne fonctionne du lundi au samedi de 5 h 55 à 0 h 30 et les dimanches et fêtes à partir de 6 h. - Date de dernière mise à jour : 28 décembre 2017. |                                       |                                       |                                       |                                                                                                 |                                               |                                          |                                       |                                       |
| C9    | Dernière actualisation : — |                                       |                                       |                                       |                                                                                                 |                                               |                                          |                                       |                                       |

### Lignes C10 à C19
| Ligne | Caractéristiques | Caractéristiques                                                               | Caractéristiques                                                               | Caractéristiques                                                               | Caractéristiques                                                                | Caractéristiques                                                               | Caractéristiques                                                               | Caractéristiques                                                               | Caractéristiques                                                               |
| C10   | Ligne oui · Ligne C10 | Ligne oui · Ligne C10                                                          | Ligne oui · Ligne C10                                                          | Ligne oui · Ligne C10                                                          | Ligne oui · Ligne C10                                                           | Ligne oui · Ligne C10                                                          | Ligne oui · Ligne C10                                                          | Ligne oui · Ligne C10                                                          | Ligne oui · Ligne C10                                                          |
| C10   | Bellecour — Antonin Poncet ⥋ Saint-Genis — Barolles / Brignais — Parc Birabent | Bellecour — Antonin Poncet ⥋ Saint-Genis — Barolles / Brignais — Parc Birabent | Bellecour — Antonin Poncet ⥋ Saint-Genis — Barolles / Brignais — Parc Birabent | Bellecour — Antonin Poncet ⥋ Saint-Genis — Barolles / Brignais — Parc Birabent | Bellecour — Antonin Poncet ⥋ Saint-Genis — Barolles / Brignais — Parc Birabent  | Bellecour — Antonin Poncet ⥋ Saint-Genis — Barolles / Brignais — Parc Birabent | Bellecour — Antonin Poncet ⥋ Saint-Genis — Barolles / Brignais — Parc Birabent | Bellecour — Antonin Poncet ⥋ Saint-Genis — Barolles / Brignais — Parc Birabent | Bellecour — Antonin Poncet ⥋ Saint-Genis — Barolles / Brignais — Parc Birabent |
| ----- | --- | ------------------------------------------------------------------------------ | ------------------------------------------------------------------------------ | ------------------------------------------------------------------------------ | ------------------------------------------------------------------------------- | ------------------------------------------------------------------------------ | ------------------------------------------------------------------------------ | ------------------------------------------------------------------------------ | ------------------------------------------------------------------------------ |
| C10   | Ouverture / Fermeture 22 août 1881 / — | Longueur 10,8 (14,6) km                                                        | Durée 34 (45) min                                                              | Nb. d’arrêts 23 (32)                                                           | Matériel Citelis 18 Urbanway 18                                                 | Jours de fonctionnement L, Ma, Me, J, V, S, D                                  | Jour / Soir / Nuit / Fêtes O / O / N / O                                       | Voy. / an —                                                                    | Unité de transport Oullins, Les Pins                                           |
| C10   | Desserte : - Villes et lieux desservis : Lyon 2e (Hôtel des Postes, Trésorerie générale, Place Bellecour, Lycée J. Récamier, Lycée et collège Bellevue, Musée des Confluences), La Mulatière (Aquarium de Lyon), Oullins (Lycée des Chassagnes, Cité Scolaire Parc Chabrières, Lycée Edmond Labbé, Piscine et Parc de Chabrières, Théâtre la Renaissance, Lycée Orsel, Église, LP Jacquard, Collège et Lycée St-Thomas-d'Aquin, Mairie, Collège ND de Bonconseil), Saint-Genis-Laval (Centre hospitalier Lyon Sud, Mairie, Château de La Tour, La Poste, Médiathèque, Collège St-Thomas-d'Aquin, Hôpital Henry-Gabrielle, Collège Paul d'Aubarède, Saint-Genis 2) et Brignais (Méga CGR, ZA Sacuny, SPA de Lyon, Briscope, Gare de Brignais, Mairie, Centre-ville et ZA des Ronzières) - Stations et gares desservies : Bellecour, Musée des Confluences (T1), Gare d'Oullins à l'arrêt Orsel, Oullins Centre à l'arrêt Oullins Mairie et Gare de Brignais |                                                                                |                                                                                |                                                                                |                                                                                 |                                                                                |                                                                                |                                                                                |                                                                                |
| C10   | Autre : - Arrêts non accessibles aux UFR : St-Genis Centre en direction de Bellecour. - Particularités : La ligne fonctionne du lundi au samedi de 4 h 45 à 0 h 30 et les dimanches et fêtes à partir de 5 h 20. |                                                                                |                                                                                |                                                                                |                                                                                 |                                                                                |                                                                                |                                                                                |                                                                                |
| C10   | Dernière actualisation : 25 juin 2025 |                                                                                |                                                                                |                                                                                |                                                                                 |                                                                                |                                                                                |                                                                                |                                                                                |
| C11   | Ligne oui · Ligne C11 | Ligne oui · Ligne C11                                                          | Ligne oui · Ligne C11                                                          | Ligne oui · Ligne C11                                                          | Ligne oui · Ligne C11                                                           | Ligne oui · Ligne C11                                                          | Ligne oui · Ligne C11                                                          | Ligne oui · Ligne C11                                                          | Ligne oui · Ligne C11                                                          |
| C11   | Saxe - Gambetta ⥋ Laurent Bonnevay - Astroballe |                                                                                |                                                                                |                                                                                |                                                                                 |                                                                                |                                                                                |                                                                                |                                                                                |
| C11   | Ouverture / Fermeture 25 août 1890 / — | Longueur 6,2 km                                                                | Durée 25 min                                                                   | Nb. d’arrêts 17                                                                | Matériel Lion's City 18 GNV (Lightram 19DC)                                     | Jours de fonctionnement L, Ma, Me, J, V, S, D                                  | Jour / Soir / Nuit / Fêtes O / O / N / O                                       | Voy. / an —                                                                    | Unité de transport La Soie                                                     |
| C11   | Desserte : - Villes et lieux desservis : Lyon 3e (Église St-Jacques, La Halle des Sports, Parc du Dauphiné, Lycée Lacassagne) et Villeurbanne (Collège Jean Jaurès, Église Nativité, Lycée Immaculée-Conception, LP Marie Curie, Lycée F. Faÿs, Astroballe, Piscine Étienne Gagnaire, Stade Georges-Lyvet) - Stations et gares desservies : Saxe - Gambetta, Archives départementales (T4) et Laurent Bonnevay - Astroballe. |                                                                                |                                                                                |                                                                                |                                                                                 |                                                                                |                                                                                |                                                                                |                                                                                |
| C11   | Autre : - Arrêts non accessibles aux UFR : Saxe-Gambetta vers Laurent Bonnevay, Bir Hakeim et Rouget de l'Isle vers Saxe Gambetta, Florian vers Laurent Bonnevay, Arago, Grandclément, Bernaix et Bon Coin vers Saxe Gambetta et Cyprian-Léon Blum vers Laurent Bonnevay. - Particularités : La ligne fonctionne du lundi au samedi de 4 h 50 à 0 h et les dimanches et fêtes à partir de 6 h. - Date de dernière mise à jour : 25 juillet 2021. |                                                                                |                                                                                |                                                                                |                                                                                 |                                                                                |                                                                                |                                                                                |                                                                                |
| C11   | Dernière actualisation : — |                                                                                |                                                                                |                                                                                |                                                                                 |                                                                                |                                                                                |                                                                                |                                                                                |
| C12   | Ligne oui · Ligne C12 | Ligne oui · Ligne C12                                                          | Ligne oui · Ligne C12                                                          | Ligne oui · Ligne C12                                                          | Ligne oui · Ligne C12                                                           | Ligne oui · Ligne C12                                                          | Ligne oui · Ligne C12                                                          | Ligne oui · Ligne C12                                                          | Ligne oui · Ligne C12                                                          |
| C12   | Bellecour — Antonin Poncet ⥋ Hôpital Feyzin Vénissieux |                                                                                |                                                                                |                                                                                |                                                                                 |                                                                                |                                                                                |                                                                                |                                                                                |
| C12   | Ouverture / Fermeture 10 septembre 1888 / — | Longueur 12 km                                                                 | Durée 47 min                                                                   | Nb. d’arrêts 35                                                                | Matériel Urbanway 18                                                            | Jours de fonctionnement L, Ma, Me, J, V, S, D                                  | Jour / Soir / Nuit / Fêtes O / O / N / O                                       | Voy. / an 5 320 203 (2 023)                                                    | Unité de transport Audibert                                                    |
| C12   | Desserte : - Villes et lieux desservis : Lyon 2e (Hôtel des Postes, Place Bellecour), Lyon 7e (Mairie du 7e, CROUS), Lyon 8e (Église, Hôpital Saint-Vincent-de-Paul, Hôpital Saint-Jean-de-Dieu, Lycée La Xavière), Saint-Fons (Mairie, Église, Théâtre, Palais des Sports) et Vénissieux (Centre Nautique, Églises, Centre culturel, Médiathèque, Hôtel de Ville, Lycée Jacques Brel, Piscine, IME JJ Rousseau, Hôpitaux Portes du Sud) - Stations et gares desservies : Bellecour, Guillotière - Gabriel Péri, Saxe - Gambetta, Jean Macé, Garibaldi - Berthelot (T2), Route de Vienne (T2), Moulin à Vent (T6), Marcel Houël - Hôtel de Ville (T4), Lycée Jacques Brel (T4), Herriot - Cagne (T4) et Hôpital Feyzin Vénissieux (T4). |                                                                                |                                                                                |                                                                                |                                                                                 |                                                                                |                                                                                |                                                                                |                                                                                |
| C12   | Autre : - Arrêts non accessibles aux UFR : Jean Macé vers Vénissieux, Benoît Bernard vers Bellecour - Particularités : La ligne fonctionne du lundi au samedi de 4 h 50 à 0 h et les dimanches et fêtes à partir de 6 h 20. |                                                                                |                                                                                |                                                                                |                                                                                 |                                                                                |                                                                                |                                                                                |                                                                                |
| C12   | Dernière actualisation : 25 juin 2025 |                                                                                |                                                                                |                                                                                |                                                                                 |                                                                                |                                                                                |                                                                                |                                                                                |
| C13   | Ligne oui · Ligne C13 | Ligne oui · Ligne C13                                                          | Ligne oui · Ligne C13                                                          | Ligne oui · Ligne C13                                                          | Ligne oui · Ligne C13                                                           | Ligne oui · Ligne C13                                                          | Ligne oui · Ligne C13                                                          | Ligne oui · Ligne C13                                                          | Ligne oui · Ligne C13                                                          |
| C13   | Grange Blanche ⥋ Montessuy - Gutenberg |                                                                                |                                                                                |                                                                                |                                                                                 |                                                                                |                                                                                |                                                                                |                                                                                |
| C13   | Ouverture / Fermeture 21 avril 1905 / — | Longueur 13 km                                                                 | Durée 59 min                                                                   | Nb. d’arrêts 43                                                                | Matériel Lightram 19DC Citelis 18 Urbanway 18 (vacances scolaires et estivales) | Jours de fonctionnement L, Ma, Me, J, V, S, D                                  | Jour / Soir / Nuit / Fêtes O / O / N / O                                       | Voy. / an 7 418 438 (2 023)                                                    | Unité de transport Nord                                                        |
| C13   | Desserte : - Villes et lieux desservis : Lyon 3e et Lyon 6e (Hôpital Édouard-Herriot, Faculté de Médecine, École Rockefeller, Centre Léon-Bérard, Stade J. Verne, Lycée C. de Foucauld, Centre commercial régional de La Part-Dieu, Halles de Lyon-Paul Bocuse, Théâtre Tête d'Or), Lyon 2e (Consulat d'Algérie, Chambre de commerce et d'industrie, Consulat des États-Unis, Musée de l'imprimerie), Lyon 1er (Lycée Ampère-Bourse, Opéra, Musée des beaux-arts, Place des Terreaux, Lycée La Martinière-Diderot, Mairie du 1er, Jardin des Chartreux, Lycée des Chartreux, Clinique St-Charles, IUFM, Stade R. Duplat, Église St-Bruno, Lycée St-Louis-St-Bruno), Lyon 4e (Mairie du 4e, Collège M. Scève, Hôpital de la Croix-Rousse, Centre Lyvet, Théâtre de la Croix-Rousse) et Caluire-et-Cuire (Infirmerie Protestante, Collège-lycée Élie Vignal) - Stations et gares desservies : Grange Blanche, Dauphiné - Lacassagne (T3), Gare Part-Dieu - Vivier Merle, Place Guichard - Bourse du Travail à l'arrêt Part-Dieu Servient (T1), Cordeliers, Croix-Rousse et Cuire. |                                                                                |                                                                                |                                                                                |                                                                                 |                                                                                |                                                                                |                                                                                |                                                                                |
| C13   | Autre : - Arrêts non accessibles aux UFR : Place Henri et Austerlitz. - Particularités : La ligne fonctionne du lundi au samedi de 5 h à 0 h 7 et les dimanches et fêtes de 6 h à 0 h 9. - Modifications du 23 Juin 2025 : La ligne dessert désormais les arrêts Terrasses Presqu'île, La Feuillée et Terreaux La Feuillée, tandis que l'arrêt Hôtel de Ville Louis Pradel n'est plus desservi. |                                                                                |                                                                                |                                                                                |                                                                                 |                                                                                |                                                                                |                                                                                |                                                                                |
| C13   | Dernière actualisation : 25 juin 2025 |                                                                                |                                                                                |                                                                                |                                                                                 |                                                                                |                                                                                |                                                                                |                                                                                |
| C14   | Ligne oui · Ligne C14 | Ligne oui · Ligne C14                                                          | Ligne oui · Ligne C14                                                          | Ligne oui · Ligne C14                                                          | Ligne oui · Ligne C14                                                           | Ligne oui · Ligne C14                                                          | Ligne oui · Ligne C14                                                          | Ligne oui · Ligne C14                                                          | Ligne oui · Ligne C14                                                          |
| C14   | Jean Macé ⥋ Les Sources |                                                                                |                                                                                |                                                                                |                                                                                 |                                                                                |                                                                                |                                                                                |                                                                                |
| C14   | Ouverture / Fermeture 26 mars 1962 / — | Longueur 12,3 km                                                               | Durée 27 min                                                                   | Nb. d’arrêts 36                                                                | Matériel Urbanway 12 Citelis 12 (Citelis 18), Urbanway 18 (les samedis)         | Jours de fonctionnement L, Ma, Me, J, V, S, D                                  | Jour / Soir / Nuit / Fêtes O / O / N / O                                       | Voy. / an 4 027 756 (2 023)                                                    | Unité de transport Vaise                                                       |
| C14   | Desserte : - Villes et lieux desservis : Lyon 7e (Mairie du 7e, Cours Diderot, La Poste, Lycée Ampère-Saxe), Lyon 3e et Lyon 6e (Consulat de Malaisie, Bourse du Travail, Consulat de Roumanie, Consulat de Suède, Lycée Édouard Herriot), Lyon 1er (Consulat des États-Unis, Musée de l'Imprimerie, Lycée Ampère-Bourse, Lycée Martinière-Diderot, Opéra, Musée des beaux-arts de Lyon), Lyon 5e (Grenier d'abondance, Les Subsistances, L'homme de la Roche), Lyon 9e (Conservatoire national supérieur de musique et de danse, Mairie du 9e, Médiathèque, Théâtre Nouvelle Génération, Église Anonciation, Centre social du Plateau, Église du Plateau, Lycée La Martinière-Duchère, Centre administratif, Musée des Sapeurs-Pompiers, Collège Schœlcher, Collège JP Rameau, Clinique La Sauvegarde), et Champagne-au-Mont-d'Or - Stations et gares desservies : Jean Macé, Saxe - Gambetta, Saxe - Préfecture, Cordeliers, Valmy et Gare de Vaise. |                                                                                |                                                                                |                                                                                |                                                                                 |                                                                                |                                                                                |                                                                                |                                                                                |
| C14   | Autre : - Arrêts non accessibles aux UFR : Les Sources en direction de Jean Macé. - Particularités : La ligne fonctionne du lundi au samedi de 4 h 30 à 0 h et les dimanches et fêtes à partir de 6 h 25. - Notes : Lors de travaux ou pendant l'été, la ligne est exploitée avec des Citelis 12 - Modifications du 23 Juin 2025 : La ligne dessert les arrêts Terrasses Presqu'île et La Feuillée, tandis que les arrêts Hôtel de Ville Louis Pradel et Terreaux La Feuillée ne sont plus desservis. |                                                                                |                                                                                |                                                                                |                                                                                 |                                                                                |                                                                                |                                                                                |                                                                                |
| C14   | Dernière actualisation : 25 juin 2025 |                                                                                |                                                                                |                                                                                |                                                                                 |                                                                                |                                                                                |                                                                                |                                                                                |
| C15   | Ligne oui · Ligne C15 | Ligne oui · Ligne C15                                                          | Ligne oui · Ligne C15                                                          | Ligne oui · Ligne C15                                                          | Ligne oui · Ligne C15                                                           | Ligne oui · Ligne C15                                                          | Ligne oui · Ligne C15                                                          | Ligne oui · Ligne C15                                                          | Ligne oui · Ligne C15                                                          |
| C15   | Bachut — Mairie du 8e ⥋ Laurent Bonnevay - Astroballe |                                                                                |                                                                                |                                                                                |                                                                                 |                                                                                |                                                                                |                                                                                |                                                                                |
| C15   | Ouverture / Fermeture 2 mai 1978 / — | Longueur 10,7 km                                                               | Durée 32 min                                                                   | Nb. d’arrêts 29                                                                | Matériel Lion's City 18 GNV Urbanway 18 GNV                                     | Jours de fonctionnement L, Ma, Me, J, V, S, D                                  | Jour / Soir / Nuit / Fêtes O / O / N / O                                       | Voy. / an —                                                                    | Unité de transport La Soie                                                     |
| C15   | Desserte : - Villes et lieux desservis : Lyon 8e (Mairie du 8e, Lycée La Mache, Maison de la danse, Clinique St-Jean, Hôpital Jean Mermoz, Église Ste-Trinité, Rue Mermoz, Maison du Rhône), Bron (Piscine, Centre commercial, Cité de l'enfance, IDEF, Parc de Parilly, Espace Albert Camus, Hôtel des Finances, Lycée JP Sartre, Cimetière, Halle des Sports), Vaulx-en-Velin (Cimetière, Collège J. Duclos, Lycée A. de Musset, IUFM, Ateliers Métro de la Poudrette, Centre commercial Carré de Soie) et Villeurbanne (Astroballe, Piscine E. Gagnaire, Stade Georges-Lyvet) - Stations et gares desservies : Bachut - Mairie du 8e (T2), Mermoz - Californie (T6), Mermoz - Moselle (T6), Mermoz - Pinel, Les Alizés (T2 et T5), Rebufer (T2), De Tassigny - Curial (T5), Lycée Jean-Paul Sartre (T5), Vaulx-en-Velin - La Soie et Laurent Bonnevay - Astroballe. |                                                                                |                                                                                |                                                                                |                                                                                 |                                                                                |                                                                                |                                                                                |                                                                                |
| C15   | Autre : - Arrêts non accessibles aux UFR : Maryse Bastié vers Laurent Bonnevay, Roger Salengro, Cité de l'enfance - IDEF, Montferrat, Brossolette - Genas vers Laurent Bonnevay et Nicolas Garnier - Poudrette vers Bachut. - Particularités : La ligne fonctionne du lundi au samedi de 4 h 48 à 0 h 30 et les dimanches et fêtes à partir de 6 h 3. - Date de dernière mise à jour : 29 août 2016. |                                                                                |                                                                                |                                                                                |                                                                                 |                                                                                |                                                                                |                                                                                |                                                                                |
| C15   | Dernière actualisation : — |                                                                                |                                                                                |                                                                                |                                                                                 |                                                                                |                                                                                |                                                                                |                                                                                |
| C15E  | Ligne oui · Ligne C15E | Ligne oui · Ligne C15E                                                         | Ligne oui · Ligne C15E                                                         | Ligne oui · Ligne C15E                                                         | Ligne oui · Ligne C15E                                                          | Ligne oui · Ligne C15E                                                         | Ligne oui · Ligne C15E                                                         | Ligne oui · Ligne C15E                                                         | Ligne oui · Ligne C15E                                                         |
| C15E  | Mermoz Pinel ⥋ Parilly Université Hippodrome |                                                                                |                                                                                |                                                                                |                                                                                 |                                                                                |                                                                                |                                                                                |                                                                                |
| C15E  | Ouverture / Fermeture 9 septembre 2019 / — | Longueur 3 km                                                                  | Durée 9 min                                                                    | Nb. d’arrêts 2                                                                 | Matériel Citelis 18                                                             | Jours de fonctionnement L, Ma, Me, J, V                                        | Jour / Soir / Nuit / Fêtes O / N / N / N                                       | Voy. / an —                                                                    | Unité de transport Les Pins                                                    |
| C15E  | Desserte : - Villes et lieux desservis : Lyon 8e (Rue Mermoz, Maison du Rhône), Bron (Piscine, Centre commercial, Parc de Parilly, Université Lumière Lyon II, Hippodrome de Parilly) - Stations et gares desservies : Mermoz - Pinel et Parilly Université Hippodrome (T2) |                                                                                |                                                                                |                                                                                |                                                                                 |                                                                                |                                                                                |                                                                                |                                                                                |
| C15E  | Autre : - Arrêts non accessibles aux UFR : Parilly Université Hippodrome. - Particularités : La ligne fonctionne du lundi au vendredi de 7 h à 20 h, sauf en période de vacances scolaires. Arrêt d'exploitation de la ligne C15E à partir du 27 avril 2024. - Date de dernière mise à jour : 5 mai 2024. |                                                                                |                                                                                |                                                                                |                                                                                 |                                                                                |                                                                                |                                                                                |                                                                                |
| C15E  | Dernière actualisation : — |                                                                                |                                                                                |                                                                                |                                                                                 |                                                                                |                                                                                |                                                                                |                                                                                |
| C16   | Ligne oui · Ligne C16 | Ligne oui · Ligne C16                                                          | Ligne oui · Ligne C16                                                          | Ligne oui · Ligne C16                                                          | Ligne oui · Ligne C16                                                           | Ligne oui · Ligne C16                                                          | Ligne oui · Ligne C16                                                          | Ligne oui · Ligne C16                                                          | Ligne oui · Ligne C16                                                          |
| C16   | Charpennes - Charles Hernu ⥋ Surville — Route de Vienne |                                                                                |                                                                                |                                                                                |                                                                                 |                                                                                |                                                                                |                                                                                |                                                                                |
| C16   | Ouverture / Fermeture 19 décembre 1946 / — | Longueur 9,2 km                                                                | Durée 40 min                                                                   | Nb. d’arrêts 35                                                                | Matériel GX 337 Linium E                                                        | Jours de fonctionnement L, Ma, Me, J, V, S, D                                  | Jour / Soir / Nuit / Fêtes O / O / N / O                                       | Voy. / an —                                                                    | Unité de transport Les Pins                                                    |
| C16   | Desserte : - Villes et lieux desservis : Villeurbanne (Hôpital des Charpennes, Hôpital des Charmettes), Lyon 3e (Patinoire, Église, Lycée Lacassagne, Clinique Émile de Vialar, Lycée Charles de Foucauld, Collège Dargent, Institut Lumière, Lycée du 1er film, SEPR), Lyon 8e (Hôpital Édouard-Herriot, Faculté de Médecine, École Rockefeller, Centre Léon-Bérard, Cours P. Termier, Piscine, Lycée Lumière, La Martinière-Montplaisir, Lycée J. Lurçat, Nouveau Théâtre du 8e, Centre international de séjour de Lyon) et Vénissieux (Collège Balzac, Mairie annexe, Église du Moulin à vent, Parc club du Moulin à Vent, Centre Nautique) - Stations et gares desservies : Charpennes - Charles Hernu, Collège Bellecombe (T1 et T4), Dauphiné - Lacassagne (T3), Monplaisir - Lumière, Grange Blanche, Lycée Lumière (T4), États-Unis - Musée Tony Garnier (T4), Beauvisage - CISL (T4 et T6) et Beauvisage - Pressensée (T6). |                                                                                |                                                                                |                                                                                |                                                                                 |                                                                                |                                                                                |                                                                                |                                                                                |
| C16   | Autre : - Arrêts non accessibles aux UFR : Domrémy - Lacassagne vers Surville et Feuillat - Lacassagne. - Particularités : La ligne fonctionne du lundi au samedi de 4 h 50 à 22 h 30 et les dimanches et fêtes à partir de 6 h. - Date de dernière mise à jour : 18 novembre 2016. |                                                                                |                                                                                |                                                                                |                                                                                 |                                                                                |                                                                                |                                                                                |                                                                                |
| C16   | Dernière actualisation : — |                                                                                |                                                                                |                                                                                |                                                                                 |                                                                                |                                                                                |                                                                                |                                                                                |
| C17   | Ligne oui · Ligne C17 | Ligne oui · Ligne C17                                                          | Ligne oui · Ligne C17                                                          | Ligne oui · Ligne C17                                                          | Ligne oui · Ligne C17                                                           | Ligne oui · Ligne C17                                                          | Ligne oui · Ligne C17                                                          | Ligne oui · Ligne C17                                                          | Ligne oui · Ligne C17                                                          |
| C17   | Charpennes - Charles Hernu ⥋ Porte des Alpes |                                                                                |                                                                                |                                                                                |                                                                                 |                                                                                |                                                                                |                                                                                |                                                                                |
| C17   | Ouverture / Fermeture 3 décembre 1979 / — | Longueur 15,3 km                                                               | Durée 54 min                                                                   | Nb. d’arrêts 41                                                                | Matériel Urbanway 12 Urbanway 12 GNV                                            | Jours de fonctionnement L, Ma, Me, J, V, S, D                                  | Jour / Soir / Nuit / Fêtes O / O / N / O                                       | Voy. / an 3 580 819                                                            | Unité de transport Les Pins / La Soie                                          |
| C17   | Desserte : - Villes et lieux desservis : Villeurbanne (Hôpital des Charpennes, Église Ste-Madeleine, Collège des Charpennes, Groupe scolaire des Charpennes, CNRS, INSA, Collège Jean Macé, CCO, Église Ste-Famille, Stade D. Matéo, CPAM, Groupe scolaire J. Moulin, Collège des Iris, Stade des Iris, Astroballe, Piscine E. Gagnaire, Stade Georges-Lyvet, Lycée F. Faÿs, Groupe scolaire A. Camus) et Bron (Centre commercial, MJC, Centre nautique, Collège Picasso, Hôtel de Ville, Maison du Rhône, Cité de l'enfance, IDEF, Parc de Parilly, Cimetière communautaire, Université Lumière Lyon 2, Centre commercial) - Stations et gares desservies : Charpennes - Charles Hernu, INSA - Einstein (T1), Cusset, Laurent Bonnevay - Astroballe, Bel-Air - Les Brosses (T3), Boutasse - Camille Rousset (T2 et T5) et Porte des Alpes (T2). |                                                                                |                                                                                |                                                                                |                                                                                 |                                                                                |                                                                                |                                                                                |                                                                                |
| C17   | Autre : - Arrêts non accessibles aux UFR : Chorel, Séverine, Krüger - Voillot, Genas Lacouture, Reims, Roger Salengro, Cité de l'enfance - IDEF, Cimetière communautaire et Condorcet vers Porte des Alpes. - Particularités : La ligne fonctionne du lundi au samedi de 4 h 50 à 1 h 22 et les dimanches et fêtes à partir de 6 h 40. À certaines heures, la ligne effectue le trajet entre Laurent Bonnevay - Astroballe et Porte des Alpes uniquement. - Trajet dimanche matin : En raison du marché, la ligne est déviée entre Antonins et Charpennes - Charles Hernu par la clinique du Tonkin et ne dessert pas l'INSA. - Date de dernière mise à jour : 29 juillet 2020. |                                                                                |                                                                                |                                                                                |                                                                                 |                                                                                |                                                                                |                                                                                |                                                                                |
| C17   | Dernière actualisation : — |                                                                                |                                                                                |                                                                                |                                                                                 |                                                                                |                                                                                |                                                                                |                                                                                |
| C18   | Ligne oui · Ligne C18 | Ligne oui · Ligne C18                                                          | Ligne oui · Ligne C18                                                          | Ligne oui · Ligne C18                                                          | Ligne oui · Ligne C18                                                           | Ligne oui · Ligne C18                                                          | Ligne oui · Ligne C18                                                          | Ligne oui · Ligne C18                                                          | Ligne oui · Ligne C18                                                          |
| C18   | Cordeliers ⥋ Croix-Rousse — Nord |                                                                                |                                                                                |                                                                                |                                                                                 |                                                                                |                                                                                |                                                                                |                                                                                |
| C18   | Ouverture / Fermeture 10 mai 1900 / — | Longueur 4,8 km                                                                | Durée 21 min                                                                   | Nb. d’arrêts 18                                                                | Matériel Citelis 12 Urbanway 12 Citelis 18 (services scolaires)                 | Jours de fonctionnement L, Ma, Me, J, V, S, D                                  | Jour / Soir / Nuit / Fêtes O / O / N / O                                       | Voy. / an —                                                                    | Unité de transport Cuire / Nord                                                |
| C18   | Desserte : - Villes et lieux desservis : Lyon 1er (Opéra, Place des Terreaux, Lycée La Martinière-Diderot, Salle Rameau, Mairie du 1er, Jardin des Chartreux, Clinique Saint-Charles, Institution des Chartreux) et Lyon 4e (IUFM, Église St-Bruno, Lycée St-Louis-St-Bruno, Stades Duplat et des Chartreux, Maison du Rhône, Lycée St-Exupéry, CRDP-CNED, Église Ste-Élisabeth, Collège C. Marot) - Stations et gares desservies : Cordeliers et Hénon depuis l'arrêt Hénon - Deleuvre. |                                                                                |                                                                                |                                                                                |                                                                                 |                                                                                |                                                                                |                                                                                |                                                                                |
| C18   | Autre : - Arrêts non accessibles aux UFR : Place Flammarion - Particularités : La ligne fonctionne du lundi au samedi de 5 h à 0 h et les dimanches et fêtes à partir de 6 h 30. |                                                                                |                                                                                |                                                                                |                                                                                 |                                                                                |                                                                                |                                                                                |                                                                                |
| C18   | Dernière actualisation : 25 juin 2025 |                                                                                |                                                                                |                                                                                |                                                                                 |                                                                                |                                                                                |                                                                                |                                                                                |
| C19   | Ligne oui · Ligne C19 | Ligne oui · Ligne C19                                                          | Ligne oui · Ligne C19                                                          | Ligne oui · Ligne C19                                                          | Ligne oui · Ligne C19                                                           | Ligne oui · Ligne C19                                                          | Ligne oui · Ligne C19                                                          | Ligne oui · Ligne C19                                                          | Ligne oui · Ligne C19                                                          |
| C19   | Perrache ⥋ Francheville — Taffignon |                                                                                |                                                                                |                                                                                |                                                                                 |                                                                                |                                                                                |                                                                                |                                                                                |
| C19   | Ouverture / Fermeture 2 juillet 1893 / — | Longueur 9,3 km                                                                | Durée 26 min                                                                   | Nb. d’arrêts 25                                                                | Matériel Urbanway 12                                                            | Jours de fonctionnement L, Ma, Me, J, V, S, D                                  | Jour / Soir / Nuit / Fêtes O / O / N / O                                       | Voy. / an 1 540 000 (2 023)                                                    | Unité de transport Perrache                                                    |
| C19   | Desserte : - Villes et lieux desservis : Lyon 2e (Lycée Don Bosco), Lyon 5e, Sainte-Foy-lès-Lyon (Fort de Sainte-Foy, Stade, Église, Mairie, Maison Notre-Dame, Bibliothèque, Piscine, Stade, Collège Plan du Loup, Laboratoires Boiron) et Francheville (Centre commercial) - Stations et gares desservies : Perrache. |                                                                                |                                                                                |                                                                                |                                                                                 |                                                                                |                                                                                |                                                                                |                                                                                |
| C19   | Autre : - Arrêts non accessibles aux UFR : Perrache, Trois Artichauts vers Francheville, Petit Sainte-Foy, Léon Favre, L'Hormet, Les Provences, Collège Plan du Loup, Pont de la Gravière, Beaunant et Ste-Foy Hôpital vers Perrache, Trois Artichauts, 1re DFL et Ste-Foy Platanes vers Francheville. - Particularités : La ligne fonctionne du lundi au samedi de 5 h à 0 h et les dimanches et fêtes à partir de 6 h 20. - Date de dernière mise à jour : 19 février 2016. |                                                                                |                                                                                |                                                                                |                                                                                 |                                                                                |                                                                                |                                                                                |                                                                                |
| C19   | Dernière actualisation : — |                                                                                |                                                                                |                                                                                |                                                                                 |                                                                                |                                                                                |                                                                                |                                                                                |

### Lignes C20 à C26
| Ligne | Caractéristiques | Caractéristiques                             | Caractéristiques                             | Caractéristiques                             | Caractéristiques                                 | Caractéristiques                              | Caractéristiques                             | Caractéristiques                             | Caractéristiques                             |
| C20   | Ligne oui · Ligne C20 | Ligne oui · Ligne C20                        | Ligne oui · Ligne C20                        | Ligne oui · Ligne C20                        | Ligne oui · Ligne C20                            | Ligne oui · Ligne C20                         | Ligne oui · Ligne C20                        | Ligne oui · Ligne C20                        | Ligne oui · Ligne C20                        |
| C20   | Bellecour — Saint Exupéry ⥋ Fort du Bruissin | Bellecour — Saint Exupéry ⥋ Fort du Bruissin | Bellecour — Saint Exupéry ⥋ Fort du Bruissin | Bellecour — Saint Exupéry ⥋ Fort du Bruissin | Bellecour — Saint Exupéry ⥋ Fort du Bruissin     | Bellecour — Saint Exupéry ⥋ Fort du Bruissin  | Bellecour — Saint Exupéry ⥋ Fort du Bruissin | Bellecour — Saint Exupéry ⥋ Fort du Bruissin | Bellecour — Saint Exupéry ⥋ Fort du Bruissin |
| ----- | --- | -------------------------------------------- | -------------------------------------------- | -------------------------------------------- | ------------------------------------------------ | --------------------------------------------- | -------------------------------------------- | -------------------------------------------- | -------------------------------------------- |
| C20   | Ouverture / Fermeture 30 octobre 1898 / — | Longueur 8,5 (12,5) km                       | Durée 32 (35) min                            | Nb. d’arrêts 40                              | Matériel Citelis 18 Urbanway 18                  | Jours de fonctionnement L, Ma, Me, J, V, S, D | Jour / Soir / Nuit / Fêtes O / O / N / O     | Voy. / an —                                  | Unité de transport Perrache                  |
| C20   | Desserte : - Villes et lieux desservis : Lyon 2e (Hôtel des Postes, Place Bellecour), Lyon 5e (Vieux Lyon, Primatiale Saint-Jean de Lyon, Église Saint-Georges, Lycée Don Bosco, Résidence universitaire Alix, Collège J. Charcot, Église Saint-Luc, Clinique Charcot, Hôpital P. Garraud), Sainte-Foy-lès-Lyon (Église Sainte-Thérèse-de-la-Plaine, Collège Christiane Bernardin) et Francheville (Centre commercial) - Stations et gares desservies : Bellecour, Saint-Just (F1) à l'arrêt Saint-Alexandre et Vieux Lyon - Cathédrale Saint-Jean à l'arrêt Vieux Lyon. |                                              |                                              |                                              |                                                  |                                               |                                              |                                              |                                              |
| C20   | Autre : - Arrêts non accessibles aux UFR : Clinique Charcot, Chaudrasses et Collège Christiane Bernardin vers Francheville. - Particularités : La ligne fonctionne, en alternance d'un bus sur deux avec le C20E, du lundi au samedi de 4 h 30 à 0 h 30 et les dimanches et fêtes à partir de 6 h. Du lundi au vendredi, un renfort scolaire part de Fort du Bruissin en direction de Bellecour. Les dimanches et jours fériés et depuis le 12 juillet 2015, la ligne est prolongée au Fort du Bruissin à tous les services, ce fonctionnement est étendu aux services de soirée tous les jours après 21 h dès le 29 août 2016. |                                              |                                              |                                              |                                                  |                                               |                                              |                                              |                                              |
| C20   | Dernière actualisation : 25 juin 2025 |                                              |                                              |                                              |                                                  |                                               |                                              |                                              |                                              |
| C20E  | Ligne oui · Ligne C20E | Ligne oui · Ligne C20E                       | Ligne oui · Ligne C20E                       | Ligne oui · Ligne C20E                       | Ligne oui · Ligne C20E                           | Ligne oui · Ligne C20E                        | Ligne oui · Ligne C20E                       | Ligne oui · Ligne C20E                       | Ligne oui · Ligne C20E                       |
| C20E  | Bellecour — Saint-Exupéry ⥋ Fort du Bruissin |                                              |                                              |                                              |                                                  |                                               |                                              |                                              |                                              |
| C20E  | Ouverture / Fermeture 29 août 2011 / — | Longueur 12,5 km                             | Durée 44 min                                 | Nb. d’arrêts 37                              | Matériel Citelis 18 Urbanway 18                  | Jours de fonctionnement L, Ma, Me, J, V, S    | Jour / Soir / Nuit / Fêtes O / N / N / N     | Voy. / an —                                  | Unité de transport Perrache                  |
| C20E  | Desserte : - Villes et lieux desservis : Lyon 2e (Hôtel des Postes, Place Bellecour), Lyon 5e (Vieux Lyon, Primatiale Saint-Jean de Lyon, Église Saint-Georges, Lycée Don Bosco, Lycée et collège La Favorite, Résidence universitaire Alix, Collège J. Charcot, Église St-Luc, Clinique Charcot, Hôpital P. Garraud), Sainte-Foy-lès-Lyon (Église Ste-Thérèse-de-la-Plaine, Collège Christiane Bernardin) et Francheville (Centre commercial, Centre d'Art Contemporain, Fort du Bruissin) - Principaux arrêts desservis : Bellecour, Vieux Lyon - Cathédrale Saint-Jean à l'arrêt Vieux Lyon et Gare de Francheville. |                                              |                                              |                                              |                                                  |                                               |                                              |                                              |                                              |
| C20E  | Autre : - Arrêts non accessibles aux UFR : Clinique Charcot, Chaudrasses et Collège Christiane Bernardin vers Francheville. - Particularités : La ligne fonctionne, en alternance d'un bus sur deux avec le C20, du lundi au samedi de 4 h 30 à 21 h, et depuis le 12 juillet 2015, la ligne ne circule plus les dimanches et fêtes, remplacée par la ligne C20 prolongée au Fort du Bruissin, il en est de même en soirée après 21 h dès le 29 août 2016. |                                              |                                              |                                              |                                                  |                                               |                                              |                                              |                                              |
| C20E  | Dernière actualisation : 25 juin 2025 |                                              |                                              |                                              |                                                  |                                               |                                              |                                              |                                              |
| C21   | Ligne oui · Ligne C21 | Ligne oui · Ligne C21                        | Ligne oui · Ligne C21                        | Ligne oui · Ligne C21                        | Ligne oui · Ligne C21                            | Ligne oui · Ligne C21                         | Ligne oui · Ligne C21                        | Ligne oui · Ligne C21                        | Ligne oui · Ligne C21                        |
| C21   | Perrache ⥋ Gorge de Loup |                                              |                                              |                                              |                                                  |                                               |                                              |                                              |                                              |
| C21   | Ouverture / Fermeture 30 novembre 1959 / — | Longueur 10 km                               | Durée 36 min                                 | Nb. d’arrêts 26                              | Matériel Citelis 18                              | Jours de fonctionnement L, Ma, Me, J, V, S, D | Jour / Soir / Nuit / Fêtes O / O / N / O     | Voy. / an 3 945 206 (2 023)                  | Unité de transport Perrache                  |
| C21   | Desserte : - Villes et lieux desservis : Lyon 2e, Lyon 5e (Lycée Don Bosco, MJC, Mairie du 5e, Église, Théâtre Notre-Dame, Parc de Ménival, Lycée Branly, Stade Maurin), Tassin-la-Demi-Lune (Église, Horloge monumentale, Collège Les Battières, Piscine, Mairie, Église St-Joseph) et Lyon 9e - Stations et gares desservies : Perrache, Saint-Just (F1) à l'arrêt Saint-Alexandre, Gare d'Alaï et Gorge de Loup. |                                              |                                              |                                              |                                                  |                                               |                                              |                                              |                                              |
| C21   | Autre : - Arrêts non accessibles aux UFR : Perrache, De Gaulle - Pont SNCF et Montribloud, Pont Kitchener R.G. et Les Battières vers Perrache, Luzy et Nicolas Sicard vers Gorge de Loup. - Particularités : La ligne fonctionne du lundi au samedi de 5 h à 0 h 30 et les dimanches et fêtes à partir de 6 h 30. - Modification en 2020 : La ligne passe en articulés. - Date de dernière mise à jour : 13 juillet 2016. |                                              |                                              |                                              |                                                  |                                               |                                              |                                              |                                              |
| C21   | Dernière actualisation : — |                                              |                                              |                                              |                                                  |                                               |                                              |                                              |                                              |
| C22   | Ligne oui · Ligne C22 | Ligne oui · Ligne C22                        | Ligne oui · Ligne C22                        | Ligne oui · Ligne C22                        | Ligne oui · Ligne C22                            | Ligne oui · Ligne C22                         | Ligne oui · Ligne C22                        | Ligne oui · Ligne C22                        | Ligne oui · Ligne C22                        |
| C22   | Gorge de Loup ⥋ Brindas — Centre |                                              |                                              |                                              |                                                  |                                               |                                              |                                              |                                              |
| C22   | Ouverture / Fermeture 6 janvier 2025 / — | Longueur 13,2 km                             | Durée 35 min                                 | Nb. d’arrêts 28                              | Matériel Citelis 18 Urbanway 18                  | Jours de fonctionnement L, Ma, Me, J, V, S, D | Jour / Soir / Nuit / Fêtes O / O / N / O     | Voy. / an —                                  | Unité de transport Perrache                  |
| C22   | Desserte : - Villes et lieux desservis : Lyon 9e (Église St-Joseph), Tassin-la-Demi-Lune (Église Ste-Anne, Horloge monumentale, Mairie, Église de La Salette), Francheville (Hôpital Antoine Charial), Craponne (Collège Jean Rostang, Mairie, Église St-Fortunat) et Brindas (Église, Salle des fêtes, Ancienne Gare, La Poste) - Stations et gares desservies : Gorge de Loup |                                              |                                              |                                              |                                                  |                                               |                                              |                                              |                                              |
| C22   | Autre : - Arrêts non accessibles aux UFR : "Gorge de Loup (arrêt de descente), Montribloud, Carrefour Libération, De Gaulle Pont SNCF, Chabrol, Les Broussatières vers Brindas, Brindas Salle des fêtes, Ancienne Gare, Le Grand Treyve vers Brindas et Brindas Centre." - Particularités : La ligne fonctionne du lundi au samedi de 5 h 30 à 1 h 15 et le dimanche de 6 h 45 à 1h16. - Date de dernière mise à jour : 24 janvier 2025. |                                              |                                              |                                              |                                                  |                                               |                                              |                                              |                                              |
| C22   | Dernière actualisation : — |                                              |                                              |                                              |                                                  |                                               |                                              |                                              |                                              |
| C22E  | Ligne oui · Ligne C22E | Ligne oui · Ligne C22E                       | Ligne oui · Ligne C22E                       | Ligne oui · Ligne C22E                       | Ligne oui · Ligne C22E                           | Ligne oui · Ligne C22E                        | Ligne oui · Ligne C22E                       | Ligne oui · Ligne C22E                       | Ligne oui · Ligne C22E                       |
| C22E  | Gorge de Loup ⥋ Brindas — Centre |                                              |                                              |                                              |                                                  |                                               |                                              |                                              |                                              |
| C22E  | Ouverture / Fermeture 6 janvier 2025 / — | Longueur 13,5 km                             | Durée 35 min                                 | Nb. d’arrêts 18                              | Matériel Citelis 18 Urbanway 18                  | Jours de fonctionnement L, Ma, Me, J, V       | Jour / Soir / Nuit / Fêtes O / O / N / N     | Voy. / an —                                  | Unité de transport Perrache                  |
| C22E  | Desserte : - Villes et lieux desservis : Lyon 9e (Église St-Joseph, Piscine d'Alaï, Église de La Salette), Francheville, Craponne et Brindas (Église, Salle des fêtes, Ancienne Gare, La Poste) - Stations et gares desservies : Gorge de Loup |                                              |                                              |                                              |                                                  |                                               |                                              |                                              |                                              |
| C22E  | Autre : - Arrêts non accessibles aux UFR : "Gorge de Loup (arrêt de descente), Ménival Ste-Anne et Les Battières vers Gorge de Loup, Chabrol, Les Broussatières vers Brindas, Brindas Salle des fêtes, Ancienne Gare, Le Grand Treyve vers Brindas et Brindas Centre." - Particularités : La ligne fonctionne du lundi au vendredi de 6 h 30 à 19 h 25. - Date de dernière mise à jour : 24 janvier 2025. |                                              |                                              |                                              |                                                  |                                               |                                              |                                              |                                              |
| C22E  | Dernière actualisation : — |                                              |                                              |                                              |                                                  |                                               |                                              |                                              |                                              |
| C23   | Ligne oui · Ligne C23 | Ligne oui · Ligne C23                        | Ligne oui · Ligne C23                        | Ligne oui · Ligne C23                        | Ligne oui · Ligne C23                            | Ligne oui · Ligne C23                         | Ligne oui · Ligne C23                        | Ligne oui · Ligne C23                        | Ligne oui · Ligne C23                        |
| C23   | Cité Internationale — Centre de Congrès ⥋ Flachet - Alain Gilles |                                              |                                              |                                              |                                                  |                                               |                                              |                                              |                                              |
| C23   | Ouverture / Fermeture 23 juin 2025 / — | Longueur —                                   | Durée 38 min                                 | Nb. d’arrêts 20                              | Matériel Urbanway 18 GNV (Lightram 19DC à terme) | Jours de fonctionnement L, Ma, Me, J, V, S, D | Jour / Soir / Nuit / Fêtes O / O / N / O     | Voy. / an —                                  | Unité de transport La Soie                   |
| C23   | Desserte : - Villes et lieux desservis : Lyon 2e (Chambre de commerce et d'industrie de Lyon, consulat des États-Unis, Musée de l'Imprimerie), Lyon 1er (Opéra, Hôtel de ville, Musée des Beaux-Arts), Lyon 4e (Consulat de Monaco), Lyon 6e (Parc de la Tête d'Or, Consulat d'Italie, Interpol, Musée d'art contemporain, Cité Internationale, UGC Ciné Cité internationale, Casino, Cité des Congrès, (Consulat d'Algérie, Théâtre Tête d'Or, Halles de Lyon-Paul Bocuse, Centre commercial régional de La Part-Dieu, Patinoire Baraban) - Stations et gares desservies : Flachet - Alain Gilles, Gare Part-Dieu - Vivier Merle depuis l'arrêt Part-Dieu - Jules Favre, Cordeliers et Hôtel de Ville - Louis Pradel. |                                              |                                              |                                              |                                                  |                                               |                                              |                                              |                                              |
| C23   | Autre : - Arrêts non accessibles aux UFR : Aucun. - Particularités : La ligne fonctionne du lundi au samedi de 5 h 5 à 0 h 5 et les dimanches et fêtes à partir de 6 h 30. |                                              |                                              |                                              |                                                  |                                               |                                              |                                              |                                              |
| C23   | Dernière actualisation : 25 juin 2025 |                                              |                                              |                                              |                                                  |                                               |                                              |                                              |                                              |
| C24   | Ligne oui · Ligne C24 | Ligne oui · Ligne C24                        | Ligne oui · Ligne C24                        | Ligne oui · Ligne C24                        | Ligne oui · Ligne C24                            | Ligne oui · Ligne C24                         | Ligne oui · Ligne C24                        | Ligne oui · Ligne C24                        | Ligne oui · Ligne C24                        |
| C24   | Gorge de Loup ⥋ Gymnase Eugène Catalon |                                              |                                              |                                              |                                                  |                                               |                                              |                                              |                                              |
| C24   | Ouverture / Fermeture 19 avril 1886 / — | Longueur 15 km                               | Durée 27 (34) min                            | Nb. d’arrêts 18 (23)                         | Matériel Urbanway 18                             | Jours de fonctionnement L, Ma, Me, J, V, S, D | Jour / Soir / Nuit / Fêtes O / O / N / O     | Voy. / an —                                  | Unité de transport Perrache                  |
| C24   | Desserte : - Villes et lieux desservis : Lyon 9e, Tassin-la-Demi-Lune (Église Demi-Lune, Collège Les Battières, Piscine), Francheville (École), Craponne (Centre, Mairie, École Jeanne d'Arc) et Grézieu-la-Varenne (Gymnase E. Catalon) - Stations et gares desservies : Gorge de Loup et Gare d'Alaï. |                                              |                                              |                                              |                                                  |                                               |                                              |                                              |                                              |
| C24   | Autre : - Arrêts non accessibles aux UFR : Gorge de Loup (arrêt de descente), Montribloud, Les Battières vers Gorge de Loup, Craponne - Val d'Yzeron, Craponne Dumont, Quatre Chemins et Tupiniervers Gymnase et Évelier vers Gorge de Loup. - Particularités : La ligne fonctionne du lundi au samedi de 4 h 55 à 0 h 30 et les dimanches et fêtes à partir de 6 h 30. La desserte de Grézieu-la-Varenne est effectuée, à raison d'un à deux bus par heure, du lundi au samedi de 5 h 10 à 21 h 13 et les dimanches et fêtes de 7 h à 21 h 8. - Date de dernière mise à jour : 16 juin 2018. |                                              |                                              |                                              |                                                  |                                               |                                              |                                              |                                              |
| C24   | Dernière actualisation : — |                                              |                                              |                                              |                                                  |                                               |                                              |                                              |                                              |
| C25   | Ligne oui · Ligne C25 | Ligne oui · Ligne C25                        | Ligne oui · Ligne C25                        | Ligne oui · Ligne C25                        | Ligne oui · Ligne C25                            | Ligne oui · Ligne C25                         | Ligne oui · Ligne C25                        | Ligne oui · Ligne C25                        | Ligne oui · Ligne C25                        |
| C25   | Gare Part-Dieu - Vivier Merle ⥋ Saint-Priest — Plaine de Saythe (Sogaris — Promotrans Un bus sur deux du lundi au samedi jusqu'à 21 h) |                                              |                                              |                                              |                                                  |                                               |                                              |                                              |                                              |
| C25   | Ouverture / Fermeture 2 mai 1974 / — | Longueur 16,6 (19) km                        | Durée 60 à 84 min                            | Nb. d’arrêts 44 (52)                         | Matériel Urbanway 18 Hybrid Citelis 18           | Jours de fonctionnement L, Ma, Me, J, V, S, D | Jour / Soir / Nuit / Fêtes O / O / N / O     | Voy. / an 4 139 970 (2 023)                  | Unité de transport Audibert                  |
| C25   | Desserte : - Villes et lieux desservis : Lyon 3e (Centre commercial régional de La Part-Dieu, Auditorium Maurice-Ravel), Lyon 7e (Piscine), Lyon 8e (APEC, Université Lyon III Jean Moulin, Lycée Colbert, Hôtel de Police, Cimetière de la Guillotière, Lycée Lumière, Piscine, Lycée Jean Lurçat, Nouveau Théâtre du 8e, Musée urbain Tony-Garnier, Centre international de séjour de Lyon, Stade Vuillermet), Vénissieux (Stade du Rhône, Parc de Parilly), Saint-Priest (Centre de tri, AFPA, ZAC du Triangle, Hôtel de ville, Médiathèque, Cinéma, Lycée Condorcet, Centre Social, Piscine, Lycée F. Forest), Corbas (Maison d'arrêt de Lyon-Corbas) et Mions (Sogaris, Promotrans) - Stations et gares desservies : Gare Part-Dieu - Vivier Merle, Part-Dieu Servient (T1), Garibaldi à l'arrêt Garibaldi - Gambetta, Manufacture - Montluc (T4), Lycée Colbert (T4), Bachut - Mairie du 8e (T2), Grange Rouge - Santy (T6), Parilly, Saint-Priest Hôtel de Ville (T2), Esplanade des Arts (T2), Saint-Priest Jules Ferry (T2) et Saint-Priest Bel Air (T2). |                                              |                                              |                                              |                                                  |                                               |                                              |                                              |                                              |
| C25   | Autre : - Arrêts non accessibles aux UFR : Part-Dieu Servient vers Part-Dieu, Garibaldi-Paul Bert,Rancy Lycée Colbert, Tchécoslovaques - Blandan, Grange Rouge vers Part-Dieu et Général André vers Parilly, Parilly et Berliet Vénissieux vers Part-Dieu, Cité Berliet, Paul Berliet, Diderot Les Ormes, Lopofa, Saint-Priest Les Alpes, Aristide Briand, Louis Braille, Kergomard, Claude Farrère, Égalité Farrère, Saint-Priest Plaine de Saythe, Route de Mions, Collières et Guynemer vers Part-Dieu. - Particularités : La ligne fonctionne du lundi au samedi de 4 h 35 à 0 h et les dimanches et fêtes à partir de 6 h 30. La desserte de la plate-forme logistique Sogaris, l'école des métiers du transport Promotrans et de la maison d'arrêt de Corbas est effectuée, à raison d'un bus sur deux, du lundi au samedi de 6 h 22 à 20 h 21. Les arrêts Louis Braille et St-Priest Ménival ne sont pas desservis le jeudi matin en raison du marché de St-Priest. - Date de dernière mise à jour : 16 juin 2018.                                          |                                              |                                              |                                              |                                                  |                                               |                                              |                                              |                                              |
| C25   | Dernière actualisation : — |                                              |                                              |                                              |                                                  |                                               |                                              |                                              |                                              |
| C26   | Ligne oui · Ligne C26 | Ligne oui · Ligne C26                        | Ligne oui · Ligne C26                        | Ligne oui · Ligne C26                        | Ligne oui · Ligne C26                            | Ligne oui · Ligne C26                         | Ligne oui · Ligne C26                        | Ligne oui · Ligne C26                        | Ligne oui · Ligne C26                        |
| C26   | Cité Internationale — Transbordeur ⥋ Grange Blanche |                                              |                                              |                                              |                                                  |                                               |                                              |                                              |                                              |
| C26   | Ouverture / Fermeture 16 avril 1956 / — | Longueur 9,5 km                              | Durée 36 min                                 | Nb. d’arrêts 28                              | Matériel Urbanway 12                             | Jours de fonctionnement L, Ma, Me, J, V, S, D | Jour / Soir / Nuit / Fêtes O / O / N / O     | Voy. / an 4 024 479 (2 022)                  | Unité de transport Les Pins                  |
| C26   | Desserte : - Villes et lieux desservis : Lyon 6e (Cité internationale, Cité des congrès), Villeurbanne (Transbordeur, Clinique du Tonkin, CNRS, INSA, Espace Double Mixte, Collège Jean Macé, Église St-François-Régis, Lycée P. Brossolette, Hôtel de Ville, Théâtre national populaire, IUT B, École des Aveugles, Lycée Immaculé-Conception, Église Nativité, ancienne gare de Villeurbanne) et Lyon 3e (École ND Bonsecours, Collège P. Termier, Clinique Natécia, École d'infirmières, Hôpital Édouard-Herriot, École Rockefeller, Faculté de Médecine, Centre Léon-Bérard) - Stations et gares desservies : Condorcet (T1 et T4), INSA - Einstein (T1), Gratte-Ciel à l'arrêt Gratte-Ciel Métro, Gare de Villeurbanne (T3), Ambroise Paré (T2 et T5) et Grange Blanche. |                                              |                                              |                                              |                                                  |                                               |                                              |                                              |                                              |
| C26   | Autre : - Arrêts non accessibles aux UFR : CNRS vers Grange Blanche, Charles Richard vers Cité Internationale et Lacassagne - Eugénie. - Particularités : La ligne fonctionne du lundi au samedi de 5 h 15 à 22 h 40 et les dimanches et fêtes à partir de 6 h. Le dimanche matin, l'arrêt Gare de Villeurbanne n'est pas desservi. - Date de dernière mise à jour : 28 décembre 2017. |                                              |                                              |                                              |                                                  |                                               |                                              |                                              |                                              |
| C26   | Dernière actualisation : — |                                              |                                              |                                              |                                                  |                                               |                                              |                                              |                                              |